# Jessica Aguilar
Jessica Aguilar (Poza Rica, 8 maggio 1982) è una lottatrice di arti marziali miste messicana naturalizzata statunitense.
Combatte nella divisione dei pesi paglia per l'organizzazione statunitense UFC. In passato ha militato anche nella World Series of Fighting nella quale è stata campionessa dei pesi paglia nel 2014.
Aguilar vanta due importanti vittorie sulla fuoriclasse Megumi Fujii ed è quasi sempre stata al vertice dei ranking per la sua divisione di peso.
È stata campionessa FILA di grappling femminile no-Gi nel 2009 e 2010.
È stata premiata Flyweight of the Year ai Women's Mixed Martial Arts Awards nel 2011 e Favourite Female Fighter nel 2010.

## Carriera nelle arti marziali miste

### Inizi
La carriera da professionista di Jessica Aguilar inizia nel 2006 con alcune organizzazioni minori della Florida.
Al suo esordio viene sconfitta per strangolamento da Lisa Ward, lottatrice che negli anni a seguire si metterà in luce come una forte professionista a livello internazionale.
La Aguilar si rifà subito e nei successivi quattro incontri si impone con ben tre vittorie per KO o sottomissione; l'unica vittoria ai punti avvenne contro la nota wrestler giapponese Sumie Sakai.
Nel 2007 combatte per la promozione britannica bodogFight in Canada contro l'esperta di jiu jitsu brasiliano Carina Damm, perdendo per decisione dei giudici di gara.
L'anno successivo sconfigge per sottomissione la già battuto Angela Magaña in un rematch nella promozione WCF, ma nell'incontro di trilogia tra le due valido per i quarti di finale del torneo HOOKnSHOOT è la Magaña ad avere la meglio con una risicata vittoria ai punti.
Tra il 2009 ed il 2010 "Jag" mette a segno altre tre vittorie, portando il proprio record personale a 8-3.

### Bellator Fighting Championships
Il passaggio alla Bellator avviene nel 2010: nella terza stagione della prestigiosa organizzazione statunitense venne messa in palio per la prima volta una cintura per una categoria femminile, ottenibile vincendo un torneo ad eliminazione diretta.
Nei quarti di finale del torneo per il titolo Jessica ha la meglio su Lynn Alvarez per sottomissione nel primo round.
In semifinale sfida la quotata ex lottatrice Strikeforce Zoila Frausto Gurgel, dotata di un ottimo striking: la Aguilar perde ai punti un incontro apparentemente dominato fin dal principio, e difatti nei mesi successivi contestò la decisione dei giudici, decisione che fu presa nuovamente nella finalissima tra la Frausto e Megumi Fujii, con la statunitense vittoriosa grazie ad un dubbio punteggio.
Nel marzo 2011 Jessica Aguilar avrebbe dovuto lottare in Giappone per la prestigiosa federazione femminile Jewels contro la campionessa Ayaka Hamasaki, ma il maremoto verificatosi quell'anno nel paese del sol levante impedì lo svolgersi dell'atteso incontro.
Avrebbe avuto la possibilità di un rematch contro Zoila Frausto Gurgel, ma un infortunio tenne la messicana fuori gioco in quel periodo.
Nei successivi due anni la Aguilar riprende con una nuova striscia di vittorie, che la vedono uscire vittoriosa anche su ottime avversarie come Carla Esparza (vittoria per decisione divisa) e la stessa Lisa Ward che aveva affrontato nel suo primo incontro da professionista (vittoria per decisione unanime).
Nel 2012 compie un grande upset sconfiggendo per decisione unanime dei giudici di gara la leggenda delle WMMA Megumi Fujii, al tempo considerata la lottatrice più forte del mondo pound for pound, in un incontro equilibratissimo e difficile da giudicare.
Torna a combattere nel marzo 2013 in un rematch contro Patricia Vidonic, incontro vinto ancora una volta ai punti ma per decisione non unanime dei giudici di gara.
Nell'agosto del 2013, quando Aguilar era ancora la numero 1 dei ranking nei pesi paglia, la Bellator decise di risolvere il suo contratto assieme a quello di altre top fighter femmine della compagnia come Jessica Eye e Felice Herrig perché la promozione non era più intenzionata ad investire nelle WMMA: "Jag" chiude così la sua avventura in Bellator con un record di 5 vittorie ed una sola sconfitta.

### Rematch con Megumi Fujii
Jessica Aguilar venne scelta per riaffrontare nell'ottobre 2013 la fuoriclasse Megumi Fujii nell'incontro di ritiro della giapponese: Aguilar era una delle sole due lottatrici a vantare una vittoria sulla Fujii, e nell'ultimo match in carriera di quest'ultima "JAG" si replicò con una vittoria per KO tecnico anche se questa venne per stop da parte del medico a causa di un infortunio all'occhio di Fujii che venne causato da irregolari quanto fortuiti accecamenti da parte della Aguilar; successivamente la Vale Tudo Japan, promozione che organizzò l'incontro, cambiò l'esito del match da vittoria per KO tecnico a vittoria per decisione tecnica di maggioranza.

### World Series of Fighting
Nel novembre 2013, quando praticamente tutte le migliori avversarie disponibili nella categoria dei pesi paglia militavano nell'Invicta FC, Jessica Aguilar prese la decisione di firmare con la WSOF, la quale al tempo non aveva un fitto roster di lottatrici.
Il 18 gennaio 2014 combatte subito per il titolo di categoria contro l'imbattuta judoka Alida Gray (record: 4-0): JAG porta subito l'incontro a terra con la sua ottima lotta e finalizza velocemente l'avversaria con uno strangolamento, divenendo la prima campionessa dei pesi paglia WSOF e vincendo quindi il primo titolo della sua carriera; venne premiata all'interno della gabbia con la bandiera del Messico sulle spalle e in compagnia del noto attore Danny Trejo.
In giugno difende per la prima volta il proprio titolo con una vittoria dominante sull'esperta giapponese Emi Fujino (record: 13-7).
In novembre riesce nella medesima impresa contro la quotata brasiliana Kalindra Faria (record: 15-3-1), al tempo la numero 8 al mondo.

### Ultimate Fighting Championship
A giugno del 2015 firma un contratto con la Ultimate Fighting Championship. Ad agosto debutta nella nuova promozione affrontando la brasiliana Cláudia Gadelha, venendo sconfitta per decisione unanime in un match totalmente dominata dalla sua avversaria.
Il 23 aprile 2016, avrebbe dovuto affrontare la brasiliana Juliana Lima all'evento UFC 197. Tuttavia, il 18 marzo, la Aguilar subì un infortunio al ginocchio, venendo sostituita dall'ex campionessa dei pesi paglia UFC Carla Esparza.

### Risultati nelle arti marziali miste
| Risultato | Record | Avversario           | Metodo                               | Evento                             | Data              | Round | Tempo | Città                        | Note                                                  |
| --------- | ------ | -------------------- | ------------------------------------ | ---------------------------------- | ----------------- | ----- | ----- | ---------------------------- | ----------------------------------------------------- |
| Sconfitta | 19-5   | Cláudia Gadelha      | Decisione (unanime)                  | UFC 190: Rousey vs. Correia        | 1º agosto 2015    | 3     | 5:00  | San Paolo, Brasile           | Debutto in UFC                                        |
| Vittoria  | 19-4   | Kalindra Faria       | Decisione (unanime)                  | WSOF 15: Branch vs. Okami          | 15 novembre 2014  | 5     | 5:00  | Tampa, Stati Uniti           | Difende il titolo dei Pesi Paglia WSOF                |
| Vittoria  | 18-4   | Emi Fujino           | Decisione (unanime)                  | WSOF 10: Branch vs. Taylor         | 21 giugno 2014    | 5     | 5:00  | Las Vegas, Stati Uniti       | Difende il titolo dei Pesi Paglia WSOF                |
| Vittoria  | 17-4   | Alida Gray           | Sottomissione (triangolo di braccio) | WSOF 8: Gaethje vs. Patishnock     | 18 gennaio 2014   | 1     | 2:45  | Hollywood, Stati Uniti       | Vince il titolo dei Pesi Paglia WSOF                  |
| Vittoria  | 16-4   | Megumi Fujii         | Decisione (maggioranza)              | Vale Tudo Japan 3rd                | 5 ottobre 2013    | 2     | 5:00  | Tokyo, Giappone              |                                                       |
| Vittoria  | 15-4   | Patricia Vidonic     | Decisione (non unanime)              | Bellator XCIV                      | 28 marzo 2013     | 3     | 5:00  | Tampa, Stati Uniti           |                                                       |
| Vittoria  | 14–4   | Megumi Fujii         | Decisione (unanime)                  | Bellator LXIX                      | 18 maggio 2012    | 3     | 5:00  | Lake Charles, Stati Uniti    |                                                       |
| Vittoria  | 13–4   | Patricia Vidonic     | Decisione (unanime)                  | Fight Time 8                       | 17 febbraio 2012  | 3     | 5:00  | Fort Lauderdale, Stati Uniti |                                                       |
| Vittoria  | 12–4   | Lisa Ward            | Decisione (unanime)                  | Bellator LVIII                     | 19 novembre 2011  | 3     | 5:00  | Hollywood, Stati Uniti       |                                                       |
| Vittoria  | 11–4   | Carla Esparza        | Decisione (non unanime)              | Bellator XLVI                      | 25 giugno 2011    | 3     | 5:00  | Hollywood, Stati Uniti       |                                                       |
| Vittoria  | 10–4   | Elsie Henri          | Sottomissione (armbar)               | G-Force Fights: Bad Blood 4        | 18 novembre 2010  | 1     | 1:22  | Coral Gables, Stati Uniti    |                                                       |
| Sconfitta | 9–4    | Zoila Frausto Gurgel | Decisione (non unanime)              | Bellator XXXI                      | 30 settembre 2010 | 3     | 5:00  | Lake Charles, Stati Uniti    | Torneo dei Pesi Paglia Bellator III, Semifinale       |
| Vittoria  | 9–3    | Lynn Alvarez         | Sottomissione (triangolo di braccio) | Bellator XXIV                      | 12 agosto 2010    | 1     | 4:01  | Hollywood, Stati Uniti       | Torneo dei Pesi Paglia Bellator III, Quarti di finale |
| Vittoria  | 8–3    | Catia Vitoria        | KO Tecnico (pugni)                   | AFL: Rock-N-Rumble 3               | 4 giugno 2010     | 1     | 4:17  | Hollywood, Stati Uniti       |                                                       |
| Vittoria  | 7–3    | Valerie Coolbaugh    | Sottomissione (triangolo)            | AFL: Rock-N-Rumble 2               | 5 marzo 2010      | 2     | 3:28  | Hollywood, Stati Uniti       |                                                       |
| Vittoria  | 6–3    | Amanda Duvall        | Sottomissione (triangolo di braccio) | Unconquered 1: November Reign      | 20 novembre 2009  | 2     | 1:32  | Coral Gables, Stati Uniti    |                                                       |
| Sconfitta | 5–3    | Angela Magaña        | Decisione (maggioranza)              | HOOKnSHOOT: GFight 2009 Grand Prix | 16 gennaio 2009   | 3     | 3:00  | Evansville, Stati Uniti      | HOOKnSHOOT 2009 Grand Prix, Quarti di finale          |
| Vittoria  | 5–2    | Angela Magaña        | Sottomissione (sangue all'occhio)    | WFC 6: Battle in the Bay           | 22 marzo 2008     | 3     | 1:53  | Tampa, Stati Uniti           |                                                       |
| Sconfitta | 4–2    | Carina Damm          | Decisione (unanime)                  | BodogFight: Vancouver              | 25 agosto 2007    | 3     | 5:00  | Vancouver, Canada            |                                                       |
| Vittoria  | 4–1    | Angela Magaña        | Sottomissione (armbar)               | WFC 3: Turf Wars                   | 7 aprile 2007     | 1     | 3:09  | Tampa, Stati Uniti           |                                                       |
| Vittoria  | 3–1    | Sumie Sakai          | Decisione (unanime)                  | Combat FC 3                        | 17 febbraio 2007  | 3     | 5:00  | Orlando, Stati Uniti         |                                                       |
| Vittoria  | 2–1    | Tamera Arnold        | Sottomissione (ghigliottina)         | Combat FC 2                        | 23 settembre 2006 | 2     | 4:40  | Orlando, Stati Uniti         |                                                       |
| Vittoria  | 1–1    | Lindsay Ketchum      | KO Tecnico (stop dall'angolo)        | Combat FC 1                        | 15 luglio 2006    | 1     | 5:00  | Orlando, Stati Uniti         |                                                       |
| Sconfitta | 0–1    | Lisa Ward            | Sottomissione (rear naked choke)     | Absolute FC 15                     | 18 febbraio 2006  | 2     | 2:53  | Fort Lauderdale, Stati Uniti |                                                       |

## Curiosità
- Jessica è dichiaratamente bisessuale e dal 2012 convive con la fidanzata.
- Nella fase di ingresso nella gabbia prima dell'incontro Jessica talvolta sfodera un gimmick che mette in risalto le sue origini: bandiera del Messico sulle spalle, musica di Vicente Fernández, membri dell'ATT che la accompagnano vestendo maschere da luchador.